# Taishi Taguchi
Taishi Taguchi (田口 泰士, Taguchi Taishi, Okinawa, 16 maart 1991) is een Japans voetballer die doorgaans speelt als middenvelder. In januari 2020 verruilde hij Júbilo Iwata voor JEF United. Tagushi maakte in 2014 zijn debuut in het Japans voetbalelftal.

## Clubcarrière
Taguchi debuteerde in 2009 voor Nagoya Grampus, toen op 2 mei met 0–1 gewonnen werd op bezoek bij Kyoto Sanga. De laatste acht minuten speelde de middenvelder mee als invaller. In 2010 kwam hij niet in actie in de J1 League en het jaar erop speelde hij drie duels. Vanaf 2012 was Taguchi echter een vaste waarde en drie jaar achtereen speelde hij minimaal vijfentwintig duels in de hoofdmacht van Nagoya. Op 11 augustus 2012 had de controleur zijn eerste doelpunt gemaakt, toen met 3–2 verloren werd uit bij Shimizu S-Pulse. In januari 2018 verruilde hij Nagoya Grampus voor Júbilo Iwata. Twee jaar later verkaste de middenvelder naar JEF United, waar hij voor twee seizoenen tekende. Eind 2021 werd dit contract opengebroken en met een jaar verlengd, tot en met december 2022.

## Clubstatistieken
| Seizoen | Club           | Competitie | Competitie | Competitie | Beker | Beker | Internationaal | Internationaal | Totaal | Totaal |
| Seizoen | Club           | Competitie | Wed.       | Dlp.       | Wed.  | Dlp.  | Wed.           | Dlp.           | Wed.   | Dlp.   |
| ------- | -------------- | ---------- | ---------- | ---------- | ----- | ----- | -------------- | -------------- | ------ | ------ |
| 2009    | Nagoya Grampus | J1 League  | 1          | 0          | 2     | 0     | 1              | 0              | 4      | 0      |
| 2010    | Nagoya Grampus | J1 League  | 0          | 0          | 5     | 0     | —              | —              | 5      | 0      |
| 2011    | Nagoya Grampus | J1 League  | 3          | 0          | 2     | 1     | 0              | 0              | 5      | 1      |
| 2012    | Nagoya Grampus | J1 League  | 25         | 2          | 6     | 0     | 3              | 0              | 34     | 2      |
| 2013    | Nagoya Grampus | J1 League  | 25         | 0          | 5     | 0     | —              | —              | 30     | 0      |
| 2014    | Nagoya Grampus | J1 League  | 29         | 1          | 9     | 0     | —              | —              | 38     | 1      |
| 2015    | Nagoya Grampus | J1 League  | 11         | 2          | 2     | 0     | —              | —              | 13     | 2      |
| 2016    | Nagoya Grampus | J1 League  | 27         | 2          | 3     | 0     | —              | —              | 30     | 1      |
| 2017    | Nagoya Grampus | J2 League  | 36         | 10         | 1     | 0     | —              | —              | 37     | 10     |
| 2018    | Júbilo Iwata   | J1 League  | 33         | 4          | 3     | 1     | —              | —              | 36     | 5      |
| 2019    | Júbilo Iwata   | J1 League  | 21         | 0          | 1     | 0     | —              | —              | 22     | 0      |
| 2020    | JEF United     | J2 League  | 31         | 2          | 0     | 0     | —              | —              | 31     | 2      |
| 2021    | JEF United     | J2 League  | 27         | 2          | 1     | 0     | —              | —              | 28     | 2      |
| 2022    | JEF United     | J2 League  | 38         | 1          | 1     | 0     | —              | —              | 39     | 1      |
| 2023    | JEF United     | J2 League  | 33         | 0          | 0     | 0     | —              | —              | 33     | 0      |
| 2024    | JEF United     | J2 League  | 30         | 6          | 4     | 0     | —              | —              | 34     | 6      |
| Totaal  | Totaal         | Totaal     | 370        | 32         | 45    | 2     | 4              | 0              | 419    | 34     |

Bijgewerkt op 26 december 2024.

## Interlandcarrière
Taguchi debuteerde in het Japans voetbalelftal op 10 oktober 2014. Op die dag werd een vriendschappelijke wedstrijd tegen Jamaica met 1–0 gewonnen. De middenvelder mocht van bondscoach Javier Aguirre in de tweede helft invallen voor Shinji Kagawa. De andere debutanten dit duel waren Tsukasa Shiotani (Sanfrecce Hiroshima) en Yu Kobayashi (Kawasaki Frontale).
| Interlands van Taishi Taguchi voor Japan | Interlands van Taishi Taguchi voor Japan | Interlands van Taishi Taguchi voor Japan | Interlands van Taishi Taguchi voor Japan | Interlands van Taishi Taguchi voor Japan | Interlands van Taishi Taguchi voor Japan |
| №                                        | Datum                                    | Wedstrijd                                | Uitslag                                  | Competitie                               | Goals                                    |
| Als speler bij Nagoya Grampus            | Als speler bij Nagoya Grampus            | Als speler bij Nagoya Grampus            | Als speler bij Nagoya Grampus            | Als speler bij Nagoya Grampus            | Als speler bij Nagoya Grampus            |
| ---------------------------------------- | ---------------------------------------- | ---------------------------------------- | ---------------------------------------- | ---------------------------------------- | ---------------------------------------- |
| 1                                        | 10 oktober 2014                          | Japan – Jamaica                          | 1 – 0                                    | Vriendschappelijk                        |                                          |
| 2                                        | 14 oktober 2014                          | Brazilië – Japan                         | 4 – 0                                    | Vriendschappelijk                        |                                          |
| 3                                        | 14 november 2014                         | Japan – Honduras                         | 6 – 0                                    | Vriendschappelijk                        |                                          |

Bijgewerkt op 26 december 2024.